# Buffalo Sabres

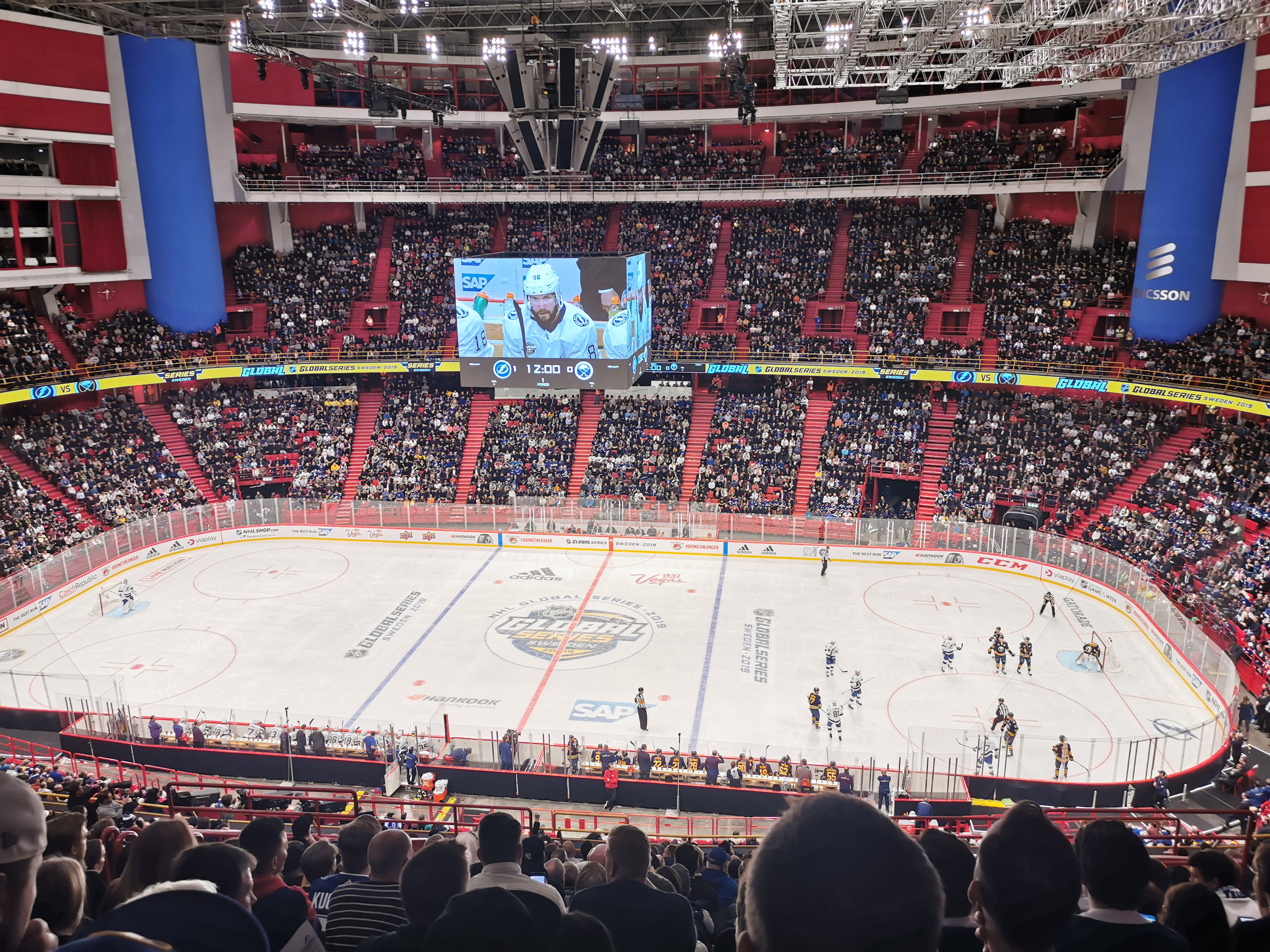
Buffalo Sabres i en NHL-match i Globen mot Tampa Bay Lightning 2019.

Buffalo Sabres är en amerikansk ishockeyorganisation vars lag är baserat i Buffalo i New York, och har varit medlemsorganisation i National Hockey League (NHL) sedan bildandet av Sabres den 2 december 1969. Hemmaarenan är Keybank Center som har varit till organisationens förfogande sedan 1996 när den hette Marine Midland Arena. Laget spelar i Atlantic Division tillsammans med Boston Bruins, Detroit Red Wings, Florida Panthers, Montreal Canadiens, Ottawa Senators, Tampa Bay Lightning och Toronto Maple Leafs.
Sabres har den längsta nuvarande sviten att missa slutspel i NHL. Senaste gången de var med i NHL-slutspel var säsongen 2010/2011. Laget har två gånger gått till Stanley Cup-final och förlorat mot Philadelphia Flyers 1975 och mot Dallas Stars 1999. Sabres har aldrig vunnit Stanley Cup.
Sabres har haft namnkunniga spelare genom åren, som till exempel Gilbert Perreault, Dominik Hašek, Pat LaFontaine, Aleksandr Mogilnyj, Dale Hawerchuk, Rick Martin, Dave Andreychuk, Phil Housley, Tom Barrasso, Thomas Vanek, Rick Dudley, René Robert, Danny Gare, Mike Foligno och Craig Ramsay.

## Historia
Buffalo Sabres spelade sin första match i NHL 1970. I den första draften valde Sabres Gilbert Perreault, som vann Calder Trophy med sina 38 mål.
Namnet Sabres valdes av grundaren Seymour H. Knox III efter en tävling där allmänheten fått skicka in sina förslag. Valet skedde med motiveringen att en sabel (engelska: sabre] är ett vapen som man både kan attackera och försvara sig med. Förslaget kom från den Torontobaserade filmmakaren Harry Cole.
Färgerna blått och guld valdes med motiveringen att det är bättre än blått och silver, vilket är färgerna som den största konkurrenten Toronto Maple Leafs har.[källa behövs]
Sabres lyckades ta sig till Stanley Cup-final mot Philadelphia Flyers 1975. Sabres förstakedja "The French Connection" med René Robert, Gilbert Perreault, Rick Martin gjorde totalt 131 mål.
1999 spelade Buffalo Sabres sin andra Stanley Cup-final. Buffalo förlorade efter att Brett Hull gjort ett omdiskuterat mål i den tredje övertidsperioden i den sjätte matchen. Kända spelare i Sabres under 1990-talet var Dominik Hašek, Miroslav Šatan, Michael Peca, Rob Ray, Dale Hawerchuk, Pat LaFontaine och Aleksandr Mogilnyj.
Under 2000-talet har lagets största stjärnor varit Ryan Miller, Daniel Briere, Chris Drury, Thomas Vanek, Derek Roy, Jason Pominville, Maksim Afinogenov och Tyler Myers. Säsongen 2006–2007 vann klubben Presidents' Trophy i NHL, som tilldelas det lag med flest poäng i grundserien.
Laget har bytt logotyp och dräkter ett antal gånger. Under säsongen 2006–07 bytte man till en blå-guldig dräkt och ett nytt klubbmärke då man ville gå tillbaka till lagets historiska färger. Den nya logotypen, med öknamnet "buffaslug", blev inte väl emottagen av fansen, så 2010 bytte man tillbaka till lagets ursprungliga klubbmärke från 1970.
Tränaren Lindy Ruff och general managern Darcy Regier har båda varit anställda längst på sina positioner i hela NHL.
Staden Buffalo är väldigt fattig, vilket har medfört att laget alltid fått arbeta med en väldigt låg budget. Sedan 2011 har det däremot ändrats då multimiljardären Terry Pegula köpte organisationen. Han har gått ut med visionen att Buffalo Sabres anledning till existens är att vinna Stanley Cup och han storsatsade med att under sin första säsong knyta till sig Robyn Regehr, Christian Ehrhoff och Ville Leino till organisationen.

### Stanley Cup-spel

#### 1970-talet
- 1971 – Missade slutspel.
- 1979 – Förlorade i första rondan mot Pittsburgh Penguins med 2–1 i matcher.

#### 1980-talet
- 1980 – Förlorade i tredje ronden mot New York Islanders med 4–1 i matcher.
- 1989 – Förlorade i första ronden mot Boston Bruins med 4–1 i matcher.

#### 1990-talet
- 1990 – Förlorade i första ronden mot Montreal Canadiens med 4–2 i matcher.
- 1999 – Förlorade i finalen mot Dallas Stars med 4–2 i matcher.

#### 2000-talet
- 2000 – Förlorade i första ronden mot Philadelphia Flyers med 4–1 i matcher.
- 2009 – Missade slutspel.

#### 2010-talet
- 2010 – Förlorade i första ronden mot Boston Bruins med 4–2 i matcher.
- 2019 – Missade slutspel.

#### 2020-talet
- 2020 – Missade slutspel.
- 2025 – Missade slutspel.

### Arena
När Sabres grundades spelade de sina matcher i Buffalo Memorial Auditorium. 1996 flyttade Sabres till nybyggda Marine Midland Arena. 1999 bytte Marine Midland Arena namn till HSBC Arena. Arenan tar 18 690 åskadare och kostade 127,5 miljoner amerikanska dollar att bygga. Säsongen 2011/2012 bytte arenan namn till First Niagara Center.

## Nuvarande spelartrupp

### Spelartruppen 2025/2026
Senast uppdaterad: 1 augusti 2025.

Alla spelare som har kontrakt med Buffalo Sabres och har spelat för dem under aktuell säsong listas i spelartruppen. Spelarnas löner är i amerikanska dollar och är vad de skulle få ut om de vore i NHL-truppen under hela grundserien (oktober–april). Löner i kursiv stil är ej bekräftade.
| Målvakter                                                                                     | Målvakter | Målvakter                 | Målvakter                 | Målvakter   | Målvakter | Målvakter | Målvakter      | Målvakter                  | Målvakter | Målvakter |
| Nr                                                                                            |           | Namn                      | Namn                      | Lön 25/26   |           | Kontrakt  | Kom till laget | Kom ifrån                  |           |           |
| --------------------------------------------------------------------------------------------- | --------- | ------------------------- | ------------------------- | ----------- | --------- | --------- | -------------- | -------------------------- | --------- | --------- |
| 1                                                                                             | Finland   | Ukko-Pekka Luukkonen      | Ukko-Pekka Luukkonen      | $4 750 000  | [ 11 ]    | 2029      | 2022           | Rochester Americans        |           |           |
| 27                                                                                            | Kanada    | Devon Levi                | Devon Levi                | $775 000    | [ 12 ]    | 2027      | 2023           | Northeastern Huskies       |           |           |
| --                                                                                            | Finland   | Topias Leinonen           | Topias Leinonen           | $870 000    | [ 13 ]    | 2028      | 2025           | Mora IK                    |           |           |
| --                                                                                            | USA       | Alex Lyon                 | Alex Lyon                 | $1 500 000  | [ 14 ]    | 2027      | 2025           | Detroit Red Wings          |           |           |
| --                                                                                            | Kanada    | Scott Ratzlaff            | Scott Ratzlaff            | $865 000    | [ 15 ]    | 2028      | 2024           | Seattle Thunderbirds       |           |           |
| Backar                                                                                        |           |                           |                           |             |           |           |                |                            |           |           |
| Nr                                                                                            |           | Namn                      | Namn                      | Lön 25/26   |           | Kontrakt  | Kom till laget | Kom ifrån                  |           |           |
| 4                                                                                             | Kanada    | Bowen Byram               | Bowen Byram               | $6 250 000  | [ 16 ]    | 2027      | 2024           | Colorado Avalanche         |           |           |
| 23                                                                                            | USA       | Mattias Samuelsson − A    | Mattias Samuelsson − A    | $4 285 714  | [ 17 ]    | 2030      | 2022           | Rochester Americans        |           |           |
| 25                                                                                            | Kanada    | Owen Power1 − 2021        | Owen Power1 − 2021        | $8 350 000  | [ 18 ]    | 2031      | 2022           | Michigan Wolverines        |           |           |
| 26                                                                                            | Sverige   | Rasmus Dahlin1 − 2018 − C | Rasmus Dahlin1 − 2018 − C | $12 000 000 | [ 19 ]    | 2032      | 2018           | Frölunda HC                |           |           |
| 33                                                                                            | USA       | Ryan Johnson              | Ryan Johnson              | $775 000    | [ 20 ]    | 2028      | 2024           | Rochester Americans        |           |           |
| 76                                                                                            | Ryssland  | Vsevolod Komarov          | Vsevolod Komarov          | $865 000    | [ 21 ]    | 2027      | 2023           | Remparts de Québec         |           |           |
| 78                                                                                            | Kanada    | Jacob Bryson              | Jacob Bryson              | $900 000    | [ 22 ]    | 2026      | 2024           | Rochester Americans        |           |           |
| 91                                                                                            | Ryssland  | Nikita Novikov            | Nikita Novikov            | $867 500    | [ 23 ]    | 2026      | 2023           | HK Dynamo Moskva           |           |           |
| --                                                                                            | Kanada    | Isaac Belliveau           | Isaac Belliveau           | $875 000    | [ 24 ]    | 2026      | 2025           | Wheeling Nailers           |           |           |
| --                                                                                            | USA       | Michael Kesselring        | Michael Kesselring        | $1 400 000  | [ 25 ]    | 2026      | 2025           | Utah Hockey Club           |           |           |
| --                                                                                            | USA       | Zac Jones                 | Zac Jones                 | $900 000    | [ 26 ]    | 2026      | 2025           | New York Rangers           |           |           |
| --                                                                                            | USA       | Zach Metsa                | Zach Metsa                | $775 000    | [ 27 ]    | 2026      | 2025           | Rochester Americans        |           |           |
| --                                                                                            | Tjeckien  | Radim Mrtka               | Radim Mrtka               | $975 000    | [ 28 ]    | 2028      | 2025           | Seattle Thunderbirds       |           |           |
| --                                                                                            | USA       | Jack Rathbone             | Jack Rathbone             | $800 000    | [ 29 ]    | 2027      | 2024           | W-B/Scranton Penguins      |           |           |
| --                                                                                            | Kanada    | Conor Timmins             | Conor Timmins             | $2 200 000  | [ 30 ]    | 2027      | 2025           | Pittsburgh Penguins        |           |           |
| Forwards                                                                                      |           |                           |                           |             |           |           |                |                            |           |           |
| Nr                                                                                            |           | Namn                      | Pos                       | Lön 25/26   |           | Kontrakt  | Kom till laget | Kom ifrån                  |           |           |
| 9                                                                                             | Kanada    | Zach Benson               | YF/C                      | $950 000    | [ 31 ]    | 2026      | 2023           | Winnipeg Ice               |           |           |
| 9                                                                                             | Finland   | Konsta Helenius           | HF                        | $975 000    | [ 32 ]    | 2028      | 2024           | Jukurit                    |           |           |
| 12                                                                                            | USA       | Jordan Greenway           | VF/HF                     | $4 000 000  | [ 33 ]    | 2027      | 2023           | Minnesota Wild             |           |           |
| 13                                                                                            | USA       | Josh Norris               | C                         | $9 500 000  | [ 34 ]    | 2030      | 2025           | Ottawa Senators            |           |           |
| 17                                                                                            | USA       | Jason Zucker              | VF/HF                     | $4 750 000  | [ 35 ]    | 2027      | 2024           | Nashville Predators        |           |           |
| 19                                                                                            | Kanada    | Peyton Krebs              | C/VF                      | $1 450 000  | [ 36 ]    | 2026      | 2021           | Vegas Golden Knights       |           |           |
| 20                                                                                            | Tjeckien  | Jiří Kulich               | C/VF                      | $855 000    | [ 37 ]    | 2027      | 2024           | Rochester Americans        |           |           |
| 22                                                                                            | Kanada    | Jack Quinn                | HF/VF                     | $3 250 000  | [ 38 ]    | 2027      | 2023           | Rochester Americans        |           |           |
| 29                                                                                            | Kanada    | Beck Malenstyn            | VF/HF                     | $1 350 000  | [ 39 ]    | 2026      | 2024           | Washington Capitals        |           |           |
| 36                                                                                            | Sverige   | Noah Östlund              | C                         | $855 000    | [ 40 ]    | 2027      | 2024           | Växjö Lakers HC            |           |           |
| 44                                                                                            | USA       | Josh Dunne                | C                         | $775 000    | [ 41 ]    | 2026      | 2025           | Rochester Americans        |           |           |
| 48                                                                                            | Kanada    | Tyson Kozak               | C/VF                      | $775 000    | [ 42 ]    | 2028      | 2024           | Rochester Americans        |           |           |
| 54                                                                                            | Kanada    | Olivier Nadeau            | HF                        | $775 000    | [ 43 ]    | 2026      | 2023           | Olympiques de Gatineau     |           |           |
| 63                                                                                            | Sverige   | Isak Rosén                | HF                        | $832 500    | [ 44 ]    | 2026      | 2024           | Rochester Americans        |           |           |
| 71                                                                                            | Kanada    | Ryan McLeod               | C/YF                      | $5 000 000  | [ 45 ]    | 2029      | 2024           | Edmonton Oilers            |           |           |
| 72                                                                                            | USA       | Tage Thompson − A         | C/HF                      | $7 142 857  | [ 46 ]    | 2030      | 2019           | Rochester Americans        |           |           |
| 79                                                                                            | Ryssland  | Viktor Neutsev            | VF                        | $870 000    | [ 47 ]    | 2026      | 2023           | Avtomobilist Jekaterinburg |           |           |
| 89                                                                                            | USA       | Alex Tuch − A             | HF/C                      | $4 750 000  | [ 48 ]    | 2026      | 2021           | Vegas Golden Knights       |           |           |
| 92                                                                                            | Sverige   | Anton Wahlberg            | C                         | $870 000    | [ 49 ]    | 2028      | 2024           | Malmö Redhawks             |           |           |
| --                                                                                            | Kanada    | Justin Danforth           | HF/C                      | $1 800 000  | [ 50 ]    | 2027      | 2025           | Columbus Blue Jackets      |           |           |
| --                                                                                            | USA       | Josh Doan                 | HF                        | $925 000    | [ 51 ]    | 2026      | 2025           | Utah Hockey Club           |           |           |
| --                                                                                            | USA       | Michael Eyssimont         | HF/C                      | $1 450 000  | [ 52 ]    | 2027      | 2025           | Seattle Kraken             |           |           |
| --                                                                                            | Kanada    | Riley Fiddler-Schultz     | C/VF                      | $865 000    | [ 53 ]    | 2027      | 2025           | Rochester Americans        |           |           |
| --                                                                                            | Kanada    | Mason Geertsen            | VF/B                      | $775 000    | [ 54 ]    | 2027      | 2025           | Henderson Silver Knights   |           |           |
| --                                                                                            | USA       | Tyler Kopff               | C                         | $975 000    | [ 55 ]    | 2027      | 2025           | Brown Bears                |           |           |
| --                                                                                            | Kanada    | Jake Leschyshyn           | C                         | $775 000    | [ 56 ]    | 2026      | 2025           | Hartford Wolf Pack         |           |           |
| --                                                                                            | USA       | Carson Meyer              | HF                        | $775 000    | [ 57 ]    | 2027      | 2025           | San Diego Gulls            |           |           |
| Positioner: C – HF – VF – YF \| C = Lagkapten; A = Assisterande lagkapten \| = Långtidsskadad |           |                           |                           |             |           |           |                |                            |           |           |

#### Spelargalleri

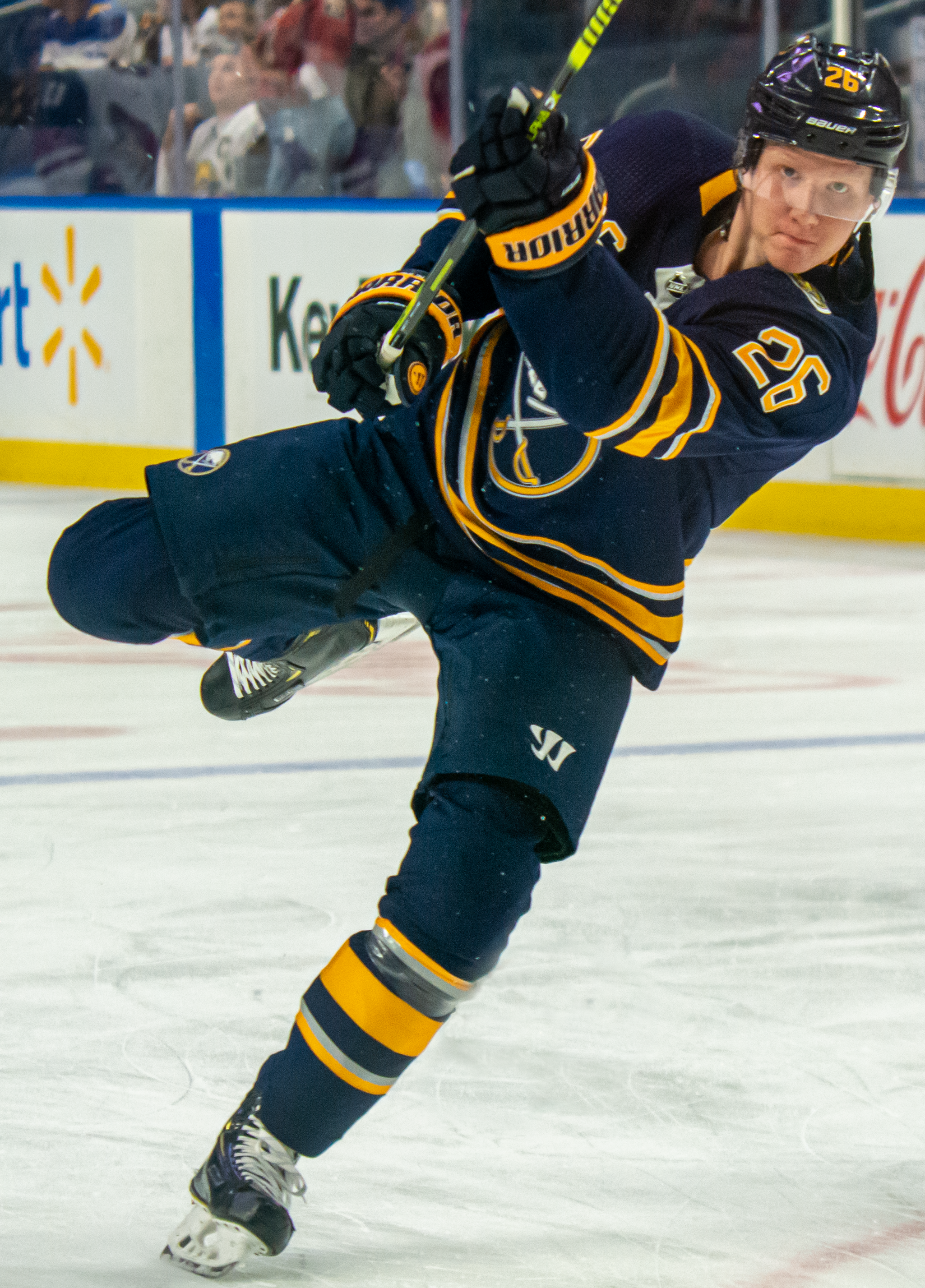
Rasmus Dahlin

## Staben

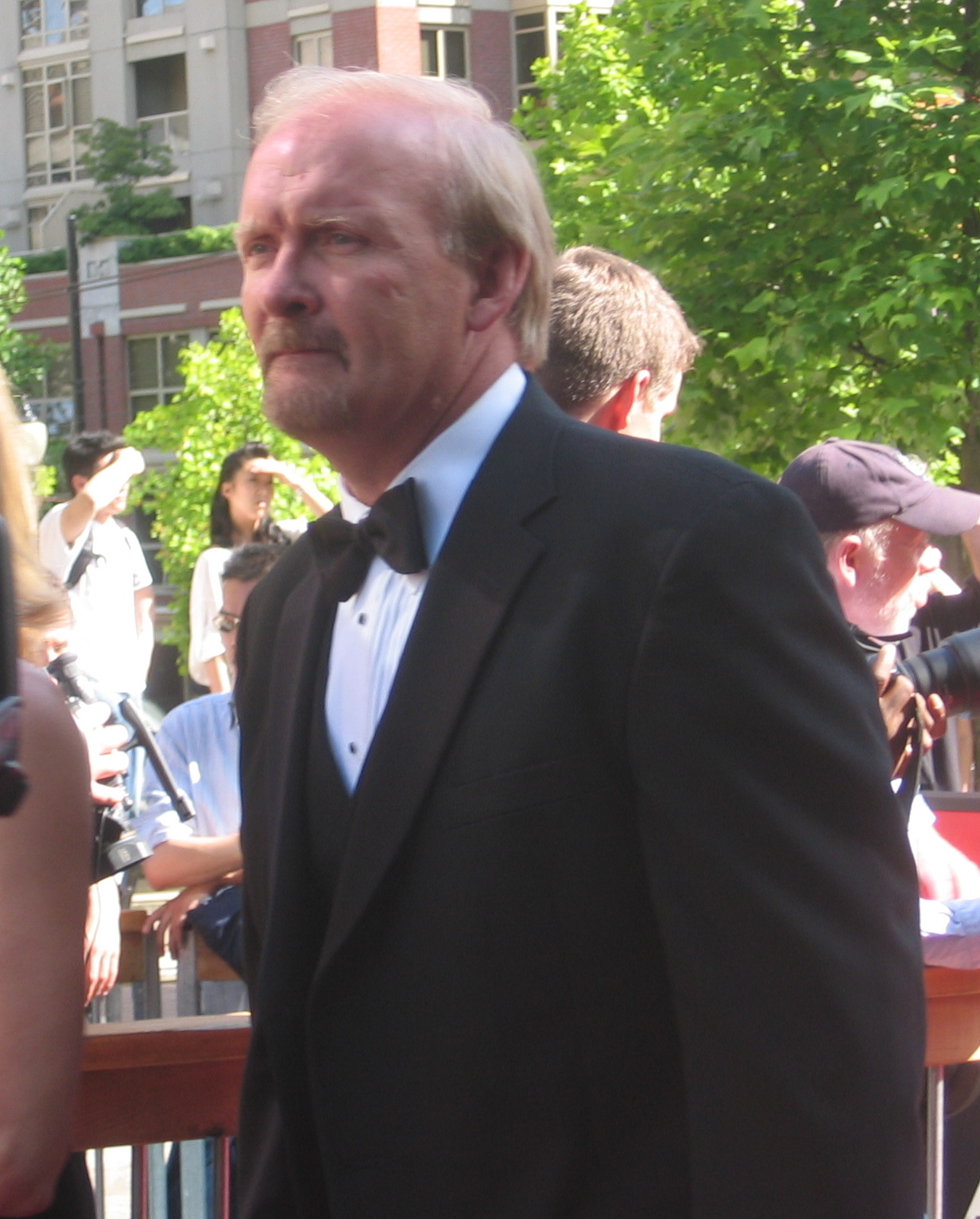
Lindy Ruff, 2006.

| Yrkestitel           | Namn          |
| -------------------- | ------------- |
| General manager      | Kevin Adams   |
| Tränare              | Lindy Ruff    |
| Assisterande tränare | Seth Appert   |
|                      | Mike Bales    |
|                      | Matt Ellis    |
|                      | Marty Wilford |

## Utmärkelser

### Pensionerade nummer
Åtta spelares nummer har blivit "pensionerade" av Sabres, det vill säga ingen annan spelare kommer någonsin att få använda numren inom ishockeyorganisationen (Buffalo Sabres).
| Nr | Spelare           | Position | Karriär   | Pensionsdatum |
| -- | ----------------- | -------- | --------- | ------------- |
| 2  | Tim Horton        | B        | 1972-1974 | 1996-01-05    |
| 7  | Rick Martin       | LF       | 1971-1981 | 1995-11-15    |
| 11 | Gilbert Perreault | C        | 1970-1979 | 1990-10-17    |
| 14 | René Robert       | HF       | 1972-1979 | 1995-11-15    |
| 16 | Pat LaFontaine    | C        | 1991-1997 | 2006-03-03    |
| 18 | Danny Gare        | HF       | 1974-1981 | 2005-11-22    |
| 30 | Ryan Miller       | MV       | 2002-2014 | 2023-01-19    |
| 39 | Dominik Hasek     | MV       | 1992-2001 | 2015-01-13    |

NHL själva har pensionerat Wayne Gretzkys nummer #99, vilket gör att ingen kan bära det numret.

### Hall of Famers

#### Spelare
Spelare som har spelat för Sabres och har blivit invalda i Hockey Hall of Fame.
| Spelare           | Invald | Spelade i Sabres år       |
| ----------------- | ------ | ------------------------- |
| Tim Horton        | 1977   | 1972 till 1974            |
| Gilbert Perreault | 1990   | 1970 till 1987            |
| Dale Hawerchuk    | 2001   | 1990 till 1995            |
| Clark Gillies     | 2002   | 1986 till 1988            |
| Grant Fuhr        | 2003   | 1993 till 1995            |
| Pat LaFontaine    | 2003   | 1991 till 1997            |
| Dick Duff         | 2006   | 1970 till 1972            |
| Doug Gilmour      | 2011   | 1999 till 2001            |
| Dominik Hašek     | 2014   | 1992 till 2001            |
| Phil Housley      | 2015   | 1982 till 1990            |
| Dave Andreychuk   | 2017   | 1982 till 1993 samt 00/01 |
| Tom Barrasso      | 2023   | 1983 till 1989            |
| Pierre Turgeon    | 2023   | 1987 till 1992            |

#### Ledare
Ledare som har varit involverade i Sabres och blivit invalda i Hockey Hall of Fame.
| Ledare                | Invald | Roll                        | Årtal aktiv i Sabres |
| --------------------- | ------ | --------------------------- | -------------------- |
| George "Punch" Imlach | 1984   | General Manager och Tränare | 1970 till 1978       |
| Scotty Bowman         | 1991   | General Manager och Tränare | 1980 till 1987       |
| Seymour H. Knox III   | 1993   | Grundare och ägare          | 1970 till 1996       |
| Roger Neilson         | 2002   | Tränare och ass. tränare    | 1979 till 1981       |

### Troféer
| Presidents' Trophy - 2006–2007 Prince of Wales Trophy - 1974–1975, 1979–1980 & 1998–1999 Bill Masterton Memorial Trophy - Don Luce: 1974–1975 - Pat LaFontaine: 1994–1995 Calder Memorial Trophy - Gilbert Perreault: 1970-1971 - Tom Barrasso: 1983–1984 - Tyler Myers: 2009–2010 Frank J. Selke Trophy - Craig Ramsay: 1984–1985 - Michael Peca: 1996–1997 Hart Memorial Trophy - Dominik Hašek: 1996–1997 & 1997–1998 Jack Adams Award - Ted Nolan: 1996–1997 - Lindy Ruff: 2005–2006 | King Clancy Memorial Trophy - Rob Ray: 1998–1999 Lady Byng Memorial Trophy - Gilbert Perreault: 1972–1973 Lester B. Pearson Award/Ted Lindsay Award - Dominik Hašek: 1996–1997 & 1997–1998 Lester Patrick Trophy - Pat LaFontaine: 1996–1997 - Scotty Bowman: 2000–2001 NHL Plus/Minus Award - Thomas Vanek: 2006–2007 Vezina Trophy - Don Edwards: 1979–1980 - Bob Sauvé: 1979–1980 - Tom Barrasso: 1983–1984 - Ryan Miller: 2009–2010 William M. Jennings Trophy - Tom Barrasso: 1983–1984 - Bob Sauvé: 1983–1984 - Dominik Hašek: 1993–1994 & 2000–2001 - Grant Fuhr: 1993–1994 |

## General managers
Källa: 
| - Punch Imlach, 1970–1978 - John Anderson, 1978–1979 - Scotty Bowman, 1979–1986 - Gerry Meehan, 1986–1993 - John Muckler, 1993–1997 | - Darcy Regier, 1997–2013 - Tim Murray, 2014–2017 - Jason Botterill, 2017–2020 - Kevyn Adams, 2020– |

## Tränare
Källa: 
| - Punch Imlach, 1970–1972 - Floyd Smith, 1972 - Joe Crozier, 1972–1974 - Floyd Smith, 1974–1977 - Marcel Pronovost, 1977–1978 - Bill Inglis, 1978–1979 - Scotty Bowman, 1979–1980 - Roger Neilson, 1980–1981 - Scotty Bowman, 1981 - Jim Roberts, 1981–1982 - Scotty Bowman, 1982–1985 - Jim Schoenfeld, 1985–1986 - Scotty Bowman, 1986 | - Craig Ramsay, 1986 - Ted Sator, 1986–1989 - Rick Dudley, 1989–1991 - John Muckler, 1991–1995 - Ted Nolan, 1995–1997 - Lindy Ruff, 1997–2013 - Ron Rolston, 2013 - Ted Nolan, 2013–2015 - Dan Bylsma, 2015–2017 - Phil Housley, 2017–2019 - Ralph Krueger, 2019–2021 - Don Granato, 2021–2024 - Lindy Ruff, 2024– |

## Lagkaptener
Källa: 
| - Floyd Smith, 1970–1971 - Gerry Meehan, 1971–1974 - Gerry Meehan och Jim Schoenfeld, 1974–1975 - Jim Schoenfeld, 1975–1977 - Danny Gare, 1977–1981 - Danny Gare och Gilbert Perreault, 1981–1982 - Gilbert Perreault, 1982–1986 - Gilbert Perreault och Lindy Ruff, 1986–1987 - Lindy Ruff, 1987–1988 - Lindy Ruff och Mike Foligno, 1988–1989 - Mike Foligno, 1989–1990 - Mike Foligno och Mike Ramsey, 1990–1991 - Mike Ramsey, 1991–1992 - Mike Ramsey och Pat LaFontaine, 1992–1993 - Pat LaFontaine och Aleksandr Mogilnyj, 1993–1994 - Pat LaFontaine, 1994–1997 | - Donald Audette och Michael Peca, 1997–1998 - Michael Peca, 1998–2000 - Ingen var utsedd till kapten, 2000–2001 - Stu Barnes, 2001–2003 - Miroslav Šatan, Chris Drury, James Patrick, Jean-Pierre Dumont och Daniel Brière, 2003–2004 - Daniel Brière och Chris Drury, 2005–2007 - Jochen Hecht, Toni Lydman, Brian Campbell, Jaroslav Špaček och Jason Pominville, 2007–2008 - Craig Rivet, 2008–2011 - Jason Pominville, 2011–2013 - Ingen var utsedd till kapten, 2013–2014 - Brian Gionta, 2014–2017 - Ingen var utsedd till kapten, 2017–2018 - Jack Eichel, 2018–2021 - Ingen var utsedd till kapten, 2021–2022 - Kyle Okposo, 2022–2024 - Rasmus Dahlin, 2024– |

## Statistik

### Individuellt

#### Grundserie
Topp tio för mest poäng i klubbens historia. Siffrorna uppdateras efter varje genomförd säsong.

Pos = Position; SM = Spelade matcher; M = Mål; A = Assists; P = Poäng; P/M = Poäng per match; * = Fortfarande aktiv i Sabres; **Fortfarande aktiv i NHL.
Statistiken är uppdaterad till och med säsong 2014-2015.
| Spelare           | Pos | SM   | M   | A   | P    | P/M  |
| Gilbert Perreault | C   | 1191 | 512 | 814 | 1326 | 1.11 |
| Dave Andreychuk   | VF  | 837  | 368 | 436 | 804  | .96  |
| Rick Martin       | VF  | 681  | 382 | 313 | 695  | 1.02 |
| Craig Ramsay      | VF  | 1070 | 252 | 420 | 672  | .63  |
| Phil Housley      | B   | 608  | 178 | 380 | 558  | .92  |
| René Robert       | HF  | 524  | 222 | 330 | 552  | 1.05 |
| Don Luce          | C   | 766  | 216 | 311 | 527  | .69  |
| Mike Foligno      | HF  | 664  | 247 | 264 | 511  | .79  |
| Danny Gare        | HF  | 503  | 267 | 233 | 500  | .99  |
| Thomas Vanek**    | HF  | 598  | 254 | 243 | 497  | .83  |

#### Slutspel
Statistiken är uppdaterad till och med säsong 2014-2015.
| Spelare           | Pos | SM | M  | A  | P   | P/M  |
| Gilbert Perreault | C   | 90 | 33 | 70 | 103 | 1.14 |
| Rick Martin       | VF  | 62 | 24 | 29 | 53  | .85  |
| Craig Ramsay      | VF  | 89 | 17 | 31 | 48  | .53  |
| Danny Gare        | HF  | 58 | 23 | 21 | 44  | .75  |
| René Robert       | HF  | 47 | 22 | 17 | 39  | .82  |
| Donald Audette    | HF  | 61 | 15 | 23 | 38  | .62  |
| Don Luce          | C   | 62 | 17 | 19 | 36  | .58  |
| Miroslav Šatan    | HF  | 51 | 14 | 21 | 35  | .68  |
| Dave Andreychuk   | VF  | 54 | 13 | 22 | 35  | .64  |
| Daniel Brière     | C   | 34 | 11 | 23 | 34  | 1.00 |

## Svenska spelare
| Målvakter        | Målvakter | Målvakter | Målvakter | Målvakter | Målvakter | Målvakter  | Målvakter | Målvakter | Målvakter | Målvakter | Målvakter | Målvakter | Målvakter  | Målvakter | Målvakter | Målvakter | Målvakter   | Målvakter |
| Spelare          | Nr        | Från      | Till      | Matcher¹  | Vinster¹  | Förluster¹ | Övertid¹  | GAA¹      | SVS%¹     | Nollor¹   | Matcher²  | Vinster²  | Förluster² | GAA²      | SVS%²     | Nollor²   | Stanley Cup |           |
| ---------------- | --------- | --------- | --------- | --------- | --------- | ---------- | --------- | --------- | --------- | --------- | --------- | --------- | ---------- | --------- | --------- | --------- | ----------- | --------- |
| Jhonas Enroth    | 31, 1     | 2008      | 2015      | 118       | 38        | 56         | 14        | 3,04      | .908      | 4         | 1         | 0         | 0          | 3,53      | .875      | 0         | 0           |           |
| Mikael Tellqvist | 32        | 2009      | 2009      | 6         | 2         | 1          | 0         | 2,35      | .928      | 0         | 0         | 0         | 0          | 0,00      | 1.000     | 0         | 0           |           |
| Robin Lehner     | 40        | 2015      | 2018      | 133       | 37        | 52         | 0         | 0         | 0         | 0         | 0         | 0         | 0          | 0,00      | 000       | 0         | 0           |           |
| Linus Ullmark    | 35        | 2015      | 2021      | 117       | 50        | 46         | 13        | 0         | 0         | 0         | 0         | 0         | 0          | 0,00      | 000       | 0         | 0           |           |
| Anders Nilsson   | 31        | 2016      | 2017      | 26        | 10        | 10         | 4         | 2,67      | .923      | 0         | 0         | 0         | 0          | 0,00      | 000       | 0         | 0           |           |
| Jonas Johansson  | 34        | 2019      | 2021      | 13        | 1         | 8          | 1         | 0         | 0         | 0         | 0         | 0         | 0          | 0,00      | 000       | 0         | 0           |           |

| Utespelare         | Utespelare | Utespelare | Utespelare | Utespelare | Utespelare | Utespelare | Utespelare | Utespelare | Utespelare | Utespelare | Utespelare | Utespelare | Utespelare | Utespelare | Utespelare | Utespelare  |
| Spelare            | Pos        | Nr         | K/A        | Från       | Till       | Matcher¹   | Mål¹       | Assists¹   | Poäng¹     | PIM¹       | Matcher²   | Mål²       | Assists¹   | Poäng²     | PIM²       | Stanley Cup |
| ------------------ | ---------- | ---------- | ---------- | ---------- | ---------- | ---------- | ---------- | ---------- | ---------- | ---------- | ---------- | ---------- | ---------- | ---------- | ---------- | ----------- |
| Mikael Andersson   | HF         | 14         |            | 1985       | 1989       | 99         | 4          | 33         | 37         | 18         | 1          | 1          | 0          | 1          | 0          | 0           |
| Calle Johansson    | B          | 3          |            | 1987       | 1989       | 118        | 6          | 49         | 55         | 70         | 6          | 0          | 1          | 1          | 0          | 0           |
| Henrik Tallinder   | B          | 10, 20     | A          | 2001 2013  | 2010 2014  | 532        | 22         | 94         | 116        | 312        | 36         | 2          | 10         | 12         | 28         | 0           |
| Johan Larsson      | C          | 22         |            | 2013       | 2020       | 392        | 38         | 59         | 97         | 190        | 0          | 0          | 0          | 0          | 0          | 0           |
| Linus Omark        | VF         | 17         |            | 2013       | 2014       | 13         | 0          | 2          | 2          | 6          | 0          | 0          | 0          | 0          | 0          | 0           |
| Patrik Berglund    | C          | 10         |            | 2018       | 2019       | 23         | 2          | 2          | 4          | 6          | 0          | 0          | 0          | 0          | 0          | 0           |
| Alexander Nylander | VF         | 92         |            | 2016       | 2019       | 19         | 3          | 3          | 6          | 4          | 0          | 0          | 0          | 0          | 0          | 0           |
| Marcus Johansson   | VF         | 90         |            | 2019       | 2020       | 60         | 9          | 21         | 30         | 20         | 0          | 0          | 0          | 0          | 0          | 0           |
| Rasmus Dahlin      | B          | 26         | A          | 2018       |            |            |            |            |            |            |            |            |            |            |            |             |
| Lawrence Pilut     | B          | 20         |            | 2018 2022  | 2020 2023  | 63         | 2          | 7          | 9          | 24         | 0          | 0          | 0          | 0          | 0          | 0           |
| Rasmus Asplund     | C          | 74         |            | 2019       | 2023       | 164        | 18         | 31         | 49         | 16         | 0          | 0          | 0          | 0          | 0          | 0           |
| Victor Olofsson    | VF         | 71         |            | 2018       | 2024       | 314        | 90         | 92         | 182        | 28         | 0          | 0          | 0          | 0          | 0          | 0           |
| Robert Hägg        | B          | 8          |            | 2021       | 2022       | 48         | 1          | 7          | 8          | 25         | 0          | 0          | 0          | 0          | 0          | 0           |
| Isak Rosén         | HF         | 63         |            | 2023       |            |            |            |            |            |            |            |            |            |            |            |             |

¹ = Grundserie
² = Slutspel
Övertid = Vunnit matcher som har gått till övertid. | GAA = Insläppta mål i genomsnitt | SVS% = Räddningsprocent | Nollor = Hållit nollan det vill säga att motståndarlaget har ej lyckats göra mål på målvakten under en match. | K/A = Om spelare har varit lagkapten och/eller assisterande lagkapten | PIM = Utvisningsminuter

## Första draftvalen
| År   | Spelare           | Overall pick | Position | Nationalitet |
| ---- | ----------------- | ------------ | -------- | ------------ |
| 1970 | Gilbert Perreault | 1            | C        |              |
| 1971 | Rick Martin       | 5            | VF       |              |
| 1972 | Jim Schoenfeld    | 5            | B        |              |
| 1973 | Morris Titanic    | 12           | VF       |              |
| 1974 | Lee Fogolin       | 11           | B        |              |
| 1975 | Bob Sauvé         | 17           | MV       |              |
| 1976 | saknade val       |              |          |              |
| 1977 | Ric Seiling       | 14           | HF       |              |
|      |                   |              |          |              |
|      |                   |              |          |              |
|      |                   |              |          |              |
|      |                   |              |          |              |

| - 1970: Gilbert Perreault (Sabres) (1970–1987, C) Vald som nummer ett. - 1971: Rick Martin (Sabres, Kings) (1971–1982, VF) Vald som nummer fem. - 1972: Jim Schoenfeld (Sabres, Red Wings, Bruins) (1972–1985, B) Vald som nummer fem. - 1973: Morris Titanic (Sabres) (1974–1976, VF) Vald som nummer tolv. - 1974: Lee Fogolin (Sabres, Oilers) (1974–1987, B) Vald som nummer elva. - 1975: Bob Sauvé (Sabres, Red Wings, Blackhawks, Red Wings, Devils) (1976–1989, MV) Vald som nummer 17. - 1976: Sabres saknade val i förstarundan. - 1977: Ric Seiling (Sabres, Red Wings) (1977–1987, HF) Vald som nummer 14. - 1978: Larry Playfair (Sabres, Kings) (1978–1990, B) Vald som nummer 13. - 1979: Mike Ramsey (Sabres, Penguins, Red Wings) (1979–1997, B) Vald som nummer elva. - 1980: Steve Patrick (Sabres, Rangers, Nordiques) (1980–1986, F) Vald som nummer 20. - 1981: Jiří Dudáček (Spelade aldrig i NHL.) (1981–1983, F) Vald som nummer 14. - 1982: Phil Housley (Sabres, Jets, Blues, Flames, Devils, Capitals, Blackhawks, Maple Leafs) (1982–2003, B) Vald som nummer sex. - 1982: Paul Cyr (Sabres, Rangers, Whalers) (1982–1992, VF) Vald som nummer nio. - 1982: Dave Andreychuk (Sabres, Maple Leafs, Devils, Bruins, Avalanche, Lightning) (1982–2006, VF) Vald som nummer 16. - 1983: Tom Barrasso (Sabres, Penguins, Senators, Hurricanes, Maple Leafs, Blues) (1983–2003, MV) Vald som nummer fem. - 1983: Normand Lacombe (Sabres, Oilers, Flyers) (1984–1991, HF) Vald som nummer tio. - 1983: Adam Creighton (Sabres, Blackhawks, Islanders, Lightning, Blues) (1983–1997, C) Vald som nummer elva. - 1984: Mikael Andersson (Sabres, Whalers, Lightning, Flyers, Islanders) (1985–2000, VF) Vald som nummer 18. - 1985: Calle Johansson (Sabres, Capitals, Maple Leafs) (1987–2004, B) Vald som nummer 14. | - 1986: Shawn Anderson (Sabres, Nordiques, Capitals, Flyers) (1986–1991, 1992-1995, B) Vald som nummer fem. - 1987: Pierre Turgeon (Sabres, Islanders, Canadiens, Blues, Stars, Avalanche) (1987–2007, C) Vald som nummer ett. - 1988: Joel Savage (Sabres) (1990–1991, HF) Vald som nummer 13. - 1989: Kevin Haller (Sabres, Canadiens, Flyers, Whalers, Hurricanes, Mighty Ducks, Islanders) (1989–2002, B) Vald som nummer 14. - 1990: Brad May (Sabres, Canucks, Avalanche, Ducks, Maple Leafs, Red Wings) (1991–2010, VF) Vald som nummer 14. - 1991: Philippe Boucher (Sabres, Kings, Stars, Penguins) (1992–2009, B) Vald som nummer 13. - 1992: David Cooper (Maple Leafs) (1996–1998, 2000–2001, B) Vald som nummer elva. - 1993: Sabres saknade val i förstarundan. - 1994: Wayne Primeau (Sabres, Lightning, Penguins, Sharks, Bruins, Flames, Maple Leafs) (1994–2010, C) Vald som nummer 17. - 1995: Jay McKee (Sabres, Blues, Penguins) (1995–2010, B) Vald som nummer 14. - 1995: Martin Biron (Sabres, Flyers, Islanders, Rangers) (1995–2013, MV) Vald som nummer 16. - 1996: Erik Rasmussen (Sabres, Kings, Devils) (1997–2007, C) Vald som nummer sju. - 1997: Mika Noronen (Sabres, Canucks) (2000–2006, MV) Vald som nummer 21. - 1998: Dmitrij Kalinin (Sabres, Rangers, Coyotes) (1999-2009, B) Vald som nummer 18. - 1999: Barrett Heisten (Rangers) (2001–2002, VF) Vald som nummer 20. - 2000: Artem Kryukov (Spelade aldrig i NHL.) (, F) Vald som nummer 15. - 2001: Jiří Novotný (Sabres, Capitals, Blue Jackets) (2005–2009, C) Vald som nummer 22. - 2002: Keith Ballard (Coyotes, Panthers, Canucks, Wild) (2005–2015, B) Vald som nummer elva. - 2002: Daniel Paille (Sabres, Bruins, Rangers) (2005–2016, VF) Vald som nummer 20. - 2003: Thomas Vanek (Sabres, Islanders, Canadiens, Wild, Red Wings) (2005–, VF) Vald som nummer fem. | - 2004: Drew Stafford (Sabres, Jets) (2006–, VF) Vald som nummer 13. - 2005: Marek Zagrapan (Har ännu inte spelat i NHL.) (, C) Vald som nummer 13. - 2006: Dennis Persson (Har ännu inte spelat i NHL.) (, B) Vald som nummer 24. - 2007: Sabres saknade val i förstarundan. - 2008: Tyler Myers (Sabres, Jets) (2009–, B) Vald som nummer 12. - 2008: Tyler Ennis (Sabres) (2009–, VF) Vald som nummer 26. - 2009: Zack Kassian (Sabres, Canucks, Canadiens, Oilers) (2011–, HF) Vald som nummer 13. - 2010: Mark Pysyk (Sabres, Panthers) (2013–, B) Vald som nummer 23. - 2011: Joel Armia (Sabres, Jets) (2014–, HF) Vald som nummer 16. - 2012: Michail Grigorenko (Sabres, Avalanche) (2013–, C) Vald som nummer tolv. - 2012: Zemgus Girgensons (Sabres) (2013–, C) Vald som nummer 14. - 2013: Rasmus Ristolainen (Sabres) (2013–, B) Vald som nummer åtta. - 2013: Nikita Zadorov (Sabres, Avalanche) (2013–, B) Vald som nummer 16. - 2014: Sam Reinhart (Sabres) (2014–, C) Vald som nummer 2. - 2015: Jack Eichel (Sabres) (2015–, C) Vald som nummer 2. - 2016: Alexander Nylander (Sabres, Blackhawks) (2016-, VF) Vald som nummer 8. - 2016: Casey Mittelstadt (Sabres) (2018-, C) Vald som nummer 8. - 2018: Rasmus Dahlin (Sabres) (2018-, B) Vald som nummer 1. - 2019: Dylan Cozens (Har ännu inte spelat i NHL.) (, C) Vald som nummer 7. - 2019: Ryan Johnson (Har ännu inte spelat i NHL.) (, B) Vald som nummer 31. |